# Plages de Baud
Les Plages de Baud sont un espace vert de Rennes, situé en bord de Vilaine à l'est du centre-ville, inauguré en juin 2019. Cet espace vert, composé d'espaces de jeux et de détente mais dépourvu de zone de baignades malgré son nom, s'intègre au sein de la nouvelle zone d'aménagement Baud-Chardonnet.

## Histoire
Ce parc a été ouvert en juin 2019, dans le cadre de l'aménagement de la ZAC Baud-Chardonnet avec un budget de 6 millions d'euros.

## Situation
Il est situé sur la rive gauche de la Vilaine, sur la plaine de Baud. Il dispose d'accès par le boulevard Villebois-Mareuil et par la rue de la Corderie.
Malgré son nom, cet espace ne dispose pas de plages, la qualité de l'eau de la Vilaine ne permettant pas la baignade à l'heure actuelle.
La ville souhaite y installer une paillote sur la période estivale afin de favoriser un nouveau lieu d'animations pour les Rennais.